# Aglenus longior
Aglenus longior is een keversoort uit de familie platsnuitkevers (Salpingidae). De wetenschappelijke naam van de soort werd in 1923 gepubliceerd door Maurice Pic.